# David Fox
David Lee Fox (født 13. december 1983 i Stoke-on-Trent, Staffordshire, England) er en engelsk professionel fodboldspiller. Han spiller som midtbanespiller hos Plymouth Argyle. Han har også spillet for Englands U-20-landshold.